# Pen Hadow
Pen Hadow (* 26. Februar 1962) ist ein britischer Polarforscher und Autor. 
Vom 17. März bis zum 19. Mai 2003 bewältigte er als erster allein und ohne Unterstützung die 775 Kilometer von der Nordküste Kanadas zum Nordpol.
Zudem ist er ein Nachfahre von Douglas Hadow, der in der Seilschaft um Edward Whymper 1865 an der Erstbesteigung des Matterhorns beteiligt war.

## Catlin Arctic Survey
In Zusammenarbeit mit der Universität von Cambridge sammelte Hadow 2009 mit seinen Expeditionsbegleitern Ann Daniels und Martin Hartley Daten über das rapide Abschmelzen des Nordpols. Dazu maßen sie die Dicke des Eispanzers sowie der Schneeschicht. Auf diesen Forschungsdaten beruhend folgerte Prof. Peter Wadhams, dass der Nordpol bis 2029 eisfrei sein könnte.
Die Zeitschrift Time kürte die Mannschaft zu Heroes of the Environment.

## Schriften
- Solo: The North Pole, Alone and Unsupported. Michael Joseph, ISBN 0718147103

## Verwandtschaft
Pen Hadow ist der Urgroßneffe von Douglas Hadow, welcher zu den Erstbesteigern des Matterhorns gehörte.  Douglas Hadow kam allerdings mit drei anderen beim Abstieg ums Leben und erhielt für das Unglück größtenteils die Schuld. Bis heute belastet dieses Ereignis die Familie Hadow und besonders Pen Hadow.

## Weblink
- Tatort Matterhorn, Dokumentarfilm unter Mitwirkung Pen Hadows über die Matterhorn-Erstbesteigung